# Anarchy Club
Anarchy Club é uma dupla de hard rock/eletronica de Boston, Massachusetts. A banda consiste no vocalista/guitarrista Keith Smith, membro da banda C60, e Adam von Buhler, que toca guitarra (incluindo todos os solos), baixo, bateria e instrumentos adicionais, e é um membro da banda Splashdown.

## História

### Formação
No inverno de 2004, os antigos amigos Adam Buhler e Keith Smith decidiram iniciar, juntos, um projeto musical que enventualmente tornou-se o Anarchy Club. Fundindo sua paixão por cinema asiático, video games, filmes de horror, anime e hard rock, os dois começaram a escrever suas canções.
Seu álbum de lançamento, The Way and It's Power, mistura death metal, hip hop, música clássica chinesa e waltz, tudo com uma boa parcela de seu bom hard rock. A dupla escreve, grava, mixa, masteriza e lança suas prórprias músicas.
Keith e Adam citam suas influências musicais como Rob Zombie, Nine Inch Nails, Black Sabbath, Johnny Cash, Gorillaz, Probot, antigo Metallica, The Streets, Deftones, Tool, AC/DC, antigo Misfits, Rasputina, Queens of the Stone Age, primeiro álbum do N.E.R.D., Dr. Dre, Ópera Chinesa e mais.

### Antes do Anarchy
Durante o tempo de Keith no C60, a banda ganhou seis Boston Music Awards (cinco deles em um ano) e dividiu o palco com bandas como KISS, Run DMC, Linkin Park, Rage Against the Machine e outras. Algumas de suas músicas foram também tocadas nas séries de TV Dawson's Creek e The Shield.
Enquanto isso, Adam trabalhava na banda Splashdown, que gravou um álbum nunca lançado com o lendário produtor Glen Ballard. Durante seu tempo de contrato assinado com a Capitol Records, ele viajou os EUA com a Splashdown e teve muitas músicas em filmes (Titan A.E. e outros) e em séries de TV (Charmed, Angel e muitas outras).

### A Single Drop Of Red
O Anarchy Club lançou seu segundo álbum, A Single Drop Of Red, em dezembro de 2007. A gravação foi um EP com 5 novas faixas (incluindo "Collide", que não constava no CD antes), e 6 remixes das músicas favoritas dos fãs de The Way And Its Power. As músicas "Collide" e "Blood Doll", deste álbum, apareceram em jogos eletrônicos musicais da Harmonix Music System, tornando-se altamente importantes nesta fase da popularização da banda.

### Video Games
O Anarchy Club ganhou um notável aumento de popularidade após o lançamento do game de sucesso Guitar Hero do Playstation 2, devido à sua música "Behind the Mask" constar na lista de faixas bônus. Smith é um investidor da Harmonix, a companhia que desenvolve Guitar Hero, e que conta com Kasson Crooker, parceiro de banda de Adam Buhler, como diretor de áudio. Não obstante a isso, a música da banda foi escolhida pelo processo padrão, competindo com dezenas de outras.
Outra música da banda, "Collide" (de seu segundo álbum, A Single Drop Of Red), aparece na lista bônus da sequência Guitar Hero II; das 24 faixas bônus do jogo, a GameSpy elegeu "Collide" como uma das cinco melhores. Além disso, o a dupla aparece na série da MTV/Harmonix, Rock Band, com as músicas "Blood Doll" e "Get Clean".
"Get Clean" também foi editada num loop para servir como tema do website oficial do game.

### Atualmente
A banda ainda está na estrada. Após o lançamento do recente single "Get Clean", a banda lançou seu segundo álbum full (terceiro, no total) The Art Of War em outubro de 2009. Ao mesmo tempo, "Blood Doll" e "Get Clean" foram novamente escaladas pela Harmonix, mas dessa vez para fazer parte da trilha da versão oficial de Rock Band para o iPhone.

## Membros da Banda

### Dupla Principal
- Keith Smith - vocal principal, guitarra (2004–presente)
- Adam von Buhler - baixo, guitarra, bateria, instrumentos adicionais (2004–presente)

### Formação ao vivo
- Keith Smith - Vocal Principal
- Adam von Buhler - Baixo
- Jeff Miller - Guitarra Solo
- Izzy Maxwell - Guitarra Base
- Joe Sharrino - Bateria

## Discografia
| Data de lançamento   | Título                | Gravadora    |
| -------------------- | --------------------- | ------------ |
| 12 de Agosto, 2005   | The Way and Its Power | Independente |
| 20 de Dezembro, 2007 | A Single Drop of Red  | Independente |
| 24 de Outubro, 2009  | The Art of War        | Independente |